# Invicti athletae Christi
Invicti athletae Christi  è la XXXVII enciclica di papa Pio XII, pubblicata il 16 maggio 1957, in occasione del III Centenario del martirio di Sant'Andrea Bobola.